# Anton Walzer
Anton Walzer (ur. 27 kwietnia 1902 w Weiler k. Ravensburga, zm. 8 października 1962 in Berlinie) – ofiara śmiertelna Muru Berlińskiego zastrzelona przez żołnierzy wojsk granicznych NRD podczas próby ucieczki do Berlina Zachodniego.  

## Życiorys
Urodzony w miejscowości Weiler k. Ravensburga Anton Walzer wyuczył się po szkole zawodu lakiernika. W połowie lat dwudziestych ożenił się, zostając niedługo potem ojcem dwójki dzieci. Rodzina mieszkała we wschodnioberlińskiej dzielnicy Berlin-Weißensee. W 1945 r. ożenił się ponownie, decydując się na opuszczenie NRD i wyjazd do Niemiec Zachodnich. W 1958 r. z powodu ciężkiej choroby teściowej powrócił jednak wraz z żoną do Berlina Wschodniego. Jako osoba mająca związki z Zachodem uchodził odtąd za „niepewnego politycznie“, co znalazło odzwierciedlenie w jego życiu zawodowym – pomimo możliwości zatrudnienia w swoim ostatnim zakładzie, mógł podjąć odtąd pracę jedynie na stanowisku niższego szczebla. Niezadowolony ze swojego położenia zaczął często pić alkohol, przez co rozpadło się także jego drugie małżeństwo. 

### Ucieczka
Wieczorem 8 października 1962 r. Walzer udał się na nabrzeże Sprewy w pobliżu mostu Oberbaumbrücke, chcąc przepływając rzekę dostać się do Berlina Zachodniego. Zakradłszy się do zacumowanej barki, około godziny 22:15 zeskoczył z tejże do wody. Uciekiniera zauważyło dwóch żołnierzy wojsk ochrony pogranicza, którzy niezwłocznie otworzyli ogień, trafiając przy tej okazji w należące do Berlina Zachodniego nabrzeże Gröbenufer, na co znajdujący się tam policjant również odpowiedział ogniem. Anton Walzer płynął dalej ku wybrzeżu Berlina Zachodniego, znajdując się cały czas pod ostrzałem żołnierza NRD Arno O. Spośród 18 wystrzelonych przezeń kul jedna trafiła Walzera w głowę, wskutek czego ten zginął na miejscu i utonął.
Przy akompaniamencie okrzyków „Mordercy!“ ze strony zgromadzonych na przeciwległym nabrzeżu mieszkańców dzielnicy Kreuzberg, żołnierze NRD rozpoczęli przy pomocy łodzi poszukiwania zwłok, które z powodu ciemności zakończyły się niepowodzeniem. Zastrzelonego wydobyto dopiero wczesnym rankiem około godziny 8:30 przy pomocy funkcjonariuszy policji wodnej oraz przybyłych ze strażą pożarną nurków. Podczas wyławiania zwłok użytą do poszukiwań łódź ustawiono pod kątem utrudniającym obserwowanie i fotografowanie akcji z terenu Berlina Zachodniego – zarządzenie owo wprowadzono po śmierci Petera Fechtera w celu uniknięcia negatywnego rozgłosu ze strony mediów. Bezpośrednio po zdarzeniu na należącym do Berlina Zachodniego nabrzeżu doszło do wielodniowych akcji protestacyjnych przeciwko granicy oraz reżimowi NRD. 
W opinii władz NRD zdarzenie stanowiło umyślną prowokację z użyciem broni, co usprawiedliwiało uczestniczących w akcji żołnierzy. Po zjednoczeniu Niemiec wszczęto postępowanie przeciwko strzelającemu, które zakończyło się 12 sierpnia 1994 r. poprzez skazanie winnego na karę 18 miesięcy pozbawienia wolności w zawieszeniu. 

## Literatura
- Christine Brecht: Anton Walzer, in: Die Todesopfer an der Berliner Mauer 1961–1989, Berlin 2009, S. 112–114.